# Re:igen
Re:igen ist eine Oper (Originalbezeichnung: „Musiktheater“) in zehn Szenen von Bernhard Lang (Musik) mit einem Libretto von Michael Sturminger. Die Uraufführung erfolgte am 25. April 2014 im Schlosstheater Schwetzingen.

## Handlung
Die Oper besteht aus einer Reihe von zehn kurzen Treffen von zehn Personen, die zur sexuellen Vereinigung führen. Die Partner werden dabei wie bei einem Reigen jeweils weitergereicht. Zuerst trifft sich die Prostituierte mit dem Polizisten, dann dieser mit dem Hausmädchen, das Hausmädchen mit dem jungen Mann usw., bis der Privatier zuletzt wieder auf die Prostituierte trifft.
Szene 1. Die Prostituierte und der Polizist
Die Prostituierte Manuela bietet dem Polizisten Franz ihre Dienste kostenlos an. Anschließend muss er zum Dienst und verweigert auch das Geld für den Hausmeister. Sie nennt ihn ein „Ekel“.
Szene 2. Der Polizist und das Hausmädchen
Der Polizist bedrängt das Hausmädchen Marie, obwohl sie im Dunkeln Angst hat. Sie ziert sich etwas, gibt aber dann nach. Anschließend weicht er ihrer Frage aus, ob er sie gern habe. Er zündet sich eine Zigarette an, weigert sich, sie nach Hause zu bringen und geht stattdessen zum Tanz. Sie möchte auf ihn warten.
Szene 3. Das Hausmädchen und der junge Mann
In seiner Wohnung bittet der junge Mann Alfred das Hausmädchen um ein Glas kaltes Wasser und fragt sie, ob Dr. Schüller schon da war. Sie verneint dies. Darauf macht er ihr Komplimente und verführt sie. Anschließend läutet es mehrfach an der Tür. Als er sie nachsehen lassen will, meint sie, dass es schon aufgehört habe. Vielleicht war es Dr. Schüller. Er geht ins Kaffeehaus.
Szene 4. Der junge Mann und die verheiratete Frau
Die verheiratete Frau Emma erscheint tief verhüllt zu einem Treffen mit dem jungen Mann. Sie schämt sich und erklärt wiederholt, nur fünf Minuten bleiben zu wollen. Sie fragt ihn, ob er sich an diesem Ort schon mit einer anderen Geliebten getroffen habe. Schließlich gibt sie seinen Liebesbeteuerungen nach. Sein erster Versuch misslingt („Ich habe dich wohl zu lieb“). Er ist unsicher, verlangt eine Bestätigung ihrer Liebe und erfleht sich weitere fünf Minuten. Anschließend möchte sie schnell nach Hause und will ihn eigentlich nicht mehr wiedersehen. Begegnungen lassen sich jedoch nicht vermeiden.
Szene 5. Die verheiratete Frau und der Ehemann
Emmas Ehemann Karl doziert über die Entwicklung der Liebe in ihrer Ehe, in der „Freundschaftsperioden“ zu immer neuen Flitterwochen führen. Vor der Ehe dagegen würden Männer durch ihre Erlebnisse verwirrt werden. Sie fragt ihn, ob er damals auch ein Verhältnis mit einer verheirateten Frau hatte. Er behauptet, er könne solche Frauen nicht lieben, da sie lügen. Er habe nur sie geliebt. Anschließend erinnern sie sich an ihre Flitterwochen in Venedig. Er doziert noch etwas, wünscht eine gute Nacht und geht.
Szene 6. Der Ehemann und das Schulmädchen
Der Ehemann trifft sich mit dem Schulmädchen Lily. Sie trinkt und erzählt von ihrer Familie. Er erinnert sie ihren letzten Liebhaber, der ebenfalls Karl hieß. Er nutzt ihre Trunkenheit aus und verführt sie. Anschließend schämt sie sich und schiebt die Schuld dem Wein zu, in dem vielleicht „etwas“ war. Er schickt sie nach Hause.
Szene 7. Das Schulmädchen und der Autor
Im Halbdunkel hält der Autor Robert dem Schulmädchen die Augen zu, damit sie sich an die Dämmerung gewöhnt. Er möchte ihr etwas vorlesen und bittet sie, sich dazu hinzulegen. Er nennt sie „dumm“. Dennoch verweigert sie sich ihm kaum. Anschließend ist er begeistert, spricht von „überirdischer Seligkeit“, bezeichnet sie mit den Worten „Schönheit“ und „Natur“ und erklärt, überhaupt kein Schriftsteller zu sein. Er will mit ihr fortgehen und alleine in der Natur leben. Sie ist verwirrt, will schnell fort und kein weiteres Treffen.
Szene 8. Der Autor und die Schauspielerin
Der Autor kommt mit der Schauspielerin Pauline (ein Countertenor-Transvestit) zusammen. In diesem Haus hatte sie zuvor mit Fritz gelebt. Von draußen ist das Zirpen von Grillen zu hören. Sie gibt ihm den Spitznamen „Grille“ und verführt ihn. Anschließend fand sie es schöner als „blödsinnige Rollen zu spielen“. Er hingegen führt lieber geistreiche Gespräche. Er fragt sie, warum sie vorgestern abgesagt hätte. Sie erklärt, sie hätte ihn für „arrogant“ gehalten. Sie habe nur einen einzigen Mann geliebt: Fritz. Robert ist für sie nur eine Laune, eine „Grille“.
Szene 9. Die Schauspielerin und der Privatier
Der Privatier Johannes bringt der offenbar erkrankten Schauspielerin Blumen. Er war begeistert von ihrer letzten Vorstellung. Sie teilt ihm mit, dass sie die Menschen hasse und immer allein sei. Er entgegnet, dass echte Künstler wohl immer Menschenhasser sein müssten. Sie verführt ihn. Anschließend nennt er sie einen „Teufel“, korrigiert sich aber schnell auf „Engel“. Sie behauptet, ihn nicht wiedersehen zu wollen, fragt dann aber nach einem Treffen am heutigen Abend nach der Vorstellung.
Szene 10. Der Privatier und die Prostituierte
Der Privatier wacht im Zimmer der Prostituierten auf und möchte gleich gehen. Sie unterhalten sich über ihr Alter und ihr Leben. Sie behauptet, es gehe ihr gut. Sie suche sich ihre Freier aus und nehme nicht jeden. Er glaubt, dass sie ihn an jemanden erinnert. Er verabschiedet sich und fragt, ob sie sich nicht darüber wundert, dass er gar nichts von ihr will. Sie entgegnet, sie habe ihm in der Nacht „besser gefallen“. Er war jedoch betrunken und kann sich nicht erinnern.

## Gestaltung
Der Komponist Bernhard Lang betrachtet dieses Werk als Teil seines Theaterprojekts „Das Theater der Wiederholung“. Durch die zyklische Kombinationsfolge und die Wiederholungsstruktur sei es besonders geeignet für die auf „differenten Loops basierende Kompositionstextur“ seiner Musiktheaterwerke. Er nutzt die Loops als „Analyseinstrument mechanisierter und zwanghafter menschlicher Verhaltensweisen“. Die Musik beinhaltet verschiedenste Zitate, die er sowohl als „Versatzstück“ (Songs von Lou Reed, Japanische Otaku-Tänze, Melodien von Duke Ellington) als auch thematisch (Wozzeck und Lulu von Alban Berg, Jeux von Claude Debussy) nutzte. Die Oper verwendet neben dem klassischen Orchester auch ein Jazztrio mit Synthesizer. Den Angaben Langs zufolge basiert die Harmonik auf einer „spermatozoische[n] Spektralstruktur“ aus zehn zwanzigstimmigen Klängen, die am Anfang und Ende der Oper sowie als „Orgasmusfigur“ in der Mitte jeder Szene wiederholt werden. Die musikalische Struktur sei aus den Experimentalfilmen von Raphael Montañez Ortiz abgeleitet. Gesanglich herrscht im Sinne der Textverständlichkeit ein rhythmisierter Sprechgesang mit Wortwiederholungen vor.

## Werkgeschichte
Die Oper entstand 2012 im Auftrag der Schwetzinger Festspiele. In der Werkliste des Komponisten trägt sie den Titel Der Reigen und die Bezeichnung „Musiktheater für 5 Stimmen und 23 Instrumente“. Das Libretto von Michael Sturminger basiert auf Arthur Schnitzlers Drama Reigen.
Die Uraufführung erfolgte am 25. April 2014 im Schlosstheater Schwetzingen unter dem Titel Re:igen. Es sangen Almerija Delic (Die Prostituierte), Cornel Frey (Der Polizist), Clara Meloni (Das Hausmädchen / Das Schulmädchen), Alin Deleanu (Der junge Mann / Die Schauspielerin), Amélie Saadia (Die verheiratete Frau), Kai-Uwe Fahnert (Der Ehemann / Der Privatier) und Lasse Penttinen (Der Autor). Es spielten Mitglieder des Radio-Sinfonieorchesters Stuttgart des SWR und der SWR Big Band unter der musikalischen Leitung von Rolf Gupta. Für Regie und Bühne war Georges Delnon verantwortlich. Die Kostüme stammten von Claudia Irro. Es handelte sich um eine Koproduktion der Schwetzinger SWR Festspiele mit dem Zentrum für Kunst und Medien Karlsruhe. In der Inszenierung spielte sich das Geschehen im Parkett des Theaters ab, während das Publikum auf der Bühne saß und die Musiker in den Logen untergebracht waren. Ein Mitschnitt der Aufführung wurde am 11. Juni 2016 auf 3sat im Fernsehen übertragen.
Im Juli 2019 hatte als österreichische Erstaufführung eine Koproduktion der Neuen Oper Wien mit den Bregenzer Festspielen Premiere auf der Werkstattbühne Bregenz. Diesmal stammte die Inszenierung von Alexandra Liedtke. Die Bühnenbildner waren Falko Herold und Florian Schaaf. Herold war auch für Kostüme und Video zuständig. Das Amadeus Ensemble Wien spielte unter der Leitung von Walter Kobéra. Jeweils in Doppelrollen sangen Anita Giovanni Rosati, Barbara Pöltl, Thomas Lichtenecker, Alexander Kaimbacher und Marco Di Sapia.